# Championnats du monde juniors de patinage artistique 1982
Navigation
Édition précédente Édition suivante
Les Championnats du monde juniors de patinage artistique 1982 ont lieu du 15 au 20 décembre 1981 au Eissport Zentrum de Oberstdorf en Allemagne de l'Ouest. 
En danse sur glace, ce sont les derniers mondiaux juniors où les danses imposées valent autant que la danse libre.

## Qualifications
Les patineurs sont éligibles à l'épreuve s'ils représentent une nation membre de l'Union internationale de patinage (International Skating Union en anglais) et s'ils ont moins de 19 ans avant le 1er juillet 1981, sauf pour les messieurs qui participent au patinage en couple et à la danse sur glace où l'âge maximum est de 21 ans. Les fédérations nationales sélectionnent leurs patineurs en fonction de leurs propres critères.
Sur la base des résultats des championnats du monde juniors 1981, l'Union internationale de patinage autorise chaque pays à avoir de une à trois inscriptions par discipline. 

## Podiums
| Épreuves                            | Or                                  | Argent                            | Bronze                            |
| ----------------------------------- | ----------------------------------- | --------------------------------- | --------------------------------- |
| Messieurs résultats détaillés       | Scott Williams                      | Paul Guerrero                     | Alexander König                   |
| Dames résultats détaillés           | Janina Wirth                        | Cornelia Tesch                    | Elizabeth Manley                  |
| Couples résultats détaillés         | Marina Avstriyskaya / Yuri Kvashnin | Inna Bekker / Sergei Likhanski    | Babette Preussler / Torsten Ohlow |
| Danse sur glace résultats détaillés | Natalia Annenko / Vadim Karkachev   | Tatiana Gladkova / Igor Shpilband | Lynda Malek / Alexander Miller    |

## Tableau des médailles
| Rang  | Nation               | Or | Argent | Bronze | Total |
| ----- | -------------------- | -- | ------ | ------ | ----- |
| 1     | Union soviétique     | 2  | 2      | 0      | 4     |
| 2     | États-Unis           | 1  | 1      | 1      | 3     |
| 3     | Allemagne de l'Est   | 1  | 0      | 2      | 3     |
| 4     | Allemagne de l'Ouest | 0  | 1      | 0      | 1     |
| 5     | Canada               | 0  | 0      | 1      | 1     |
| Total | Total                | 4  | 4      | 4      | 12    |

## Détails des compétitions
Pour la saison 1981/1982, les calculs des points se font selon la méthode suivante :
- chez les Messieurs et les Dames (0.6 point par place pour les figures imposées, 0.4 point par place pour le programme court, 1 point par place pour le programme libre)
- chez les couples artistiques (0.4 point par place pour le programme court, 1 point par place pour le programme libre)
- en danse sur glace (1 point par place pour les trois danses imposées, 1 point par place pour la danse libre)

### Messieurs
| Rang | Nom                | Nation               | Points | Fig. impo. | Prog. court | Prog. libre |
| ---- | ------------------ | -------------------- | ------ | ---------- | ----------- | ----------- |
| 1    | Scott Williams     | États-Unis           | 2.0    | 1          | 1           | 1           |
| 2    | Paul Guerrero      | États-Unis           | 4.4    | 2          | 3           | 2           |
| 3    | Alexander König    | Allemagne de l'Est   | 10.2   | 3          | 11          | 4           |
| 4    | Yuri Bureiko       | Union soviétique     |        | 6          | 2           |             |
| 5    | James Cygan        | États-Unis           |        |            |             |             |
| 6    | Makoto Kano        | Japon                | 12.8   | 13         | 5           | 3           |
| 7    | Oliver Höner       | Suisse               | 14.8   | 4          | 6           | 10          |
| 8    | Philippe Roncoli   | France               |        |            |             |             |
| 9    | Lauren Patterson   | Canada               |        | 5          |             | 9           |
| 10   | Viktor Petrenko    | Union soviétique     |        |            |             |             |
| 11   | Vladimir Petrenko  | Union soviétique     |        |            |             |             |
| 12   | Atsushi Oshima     | Japon                |        |            |             |             |
| 13   | Kevin Boroczky     | Australie            |        |            |             |             |
| 14   | Zhang Shubin       | Chine                |        |            |             |             |
| 15   | Daniel Weiss       | Allemagne de l'Ouest |        |            |             |             |
| 16   | Daniel Nagel       | Allemagne de l'Ouest |        |            |             |             |
| 17   | András Száraz      | Hongrie              |        |            |             |             |
| 18   | Ralph Burghart     | Autriche             |        |            |             |             |
| 19   | Stephen Carr       | Australie            |        |            |             |             |
| 20   | Fernando Soria     | Espagne              |        |            |             |             |
| 21   | Tomislav Čižmešija | Yougoslavie          |        |            |             |             |
| 22   | Lars Dresler       | Danemark             |        |            |             |             |

### Dames
| Rang    | Nom                | Nation               | Points | Fig. impo. | Prog. court | Prog. libre |
| ------- | ------------------ | -------------------- | ------ | ---------- | ----------- | ----------- |
| 1       | Janina Wirth       | Allemagne de l'Est   | 6.2    | 5          | 3           | 2           |
| 2       | Cornelia Tesch     | Allemagne de l'Ouest | 7.8    | 1          |             |             |
| 3       | Elizabeth Manley   | Canada               | 8.2    |            |             |             |
| 4       | Jill Frost         | États-Unis           | 8.6    |            |             |             |
| 5       | Kelly Webster      | États-Unis           | 9.2    |            |             |             |
| 6       | Midori Ito         | Japon                | 12.8   | 19         | 1           | 1           |
| 7       | Heike Gobbers      | Allemagne de l'Ouest |        |            |             |             |
| 8       | Parthena Sarafidis | Autriche             |        |            |             |             |
| 9       | Marina Serova      | Union soviétique     |        |            |             |             |
| 10      | Mirella Grazia     | Suisse               |        |            |             |             |
| 11      | Inna Krundisheva   | Union soviétique     |        |            |             |             |
| 12      | Katrien Pauwels    | Belgique             |        |            |             |             |
| 13      | Li Scha Wang       | Pays-Bas             | 25.6   |            |             |             |
| 14      | Denise Gotts       | Royaume-Uni          |        |            |             |             |
| 15      | Véronique Degardin | France               |        |            |             |             |
| 16      | Petra Malivuk      | Yougoslavie          |        |            |             |             |
| 17      | Tine-Mai Krian     | Norvège              |        |            |             |             |
| 18      | Beatrice Gelmini   | Italie               |        |            |             |             |
| 19      | Tamara Téglássy    | Hongrie              |        |            |             |             |
| 20      | Henriette Mingon   | Danemark             |        |            |             |             |
| 21      | Natacha Viel       | Australie            |        |            |             |             |
| 22      | Susanna Mexia      | Espagne              |        |            |             |             |
| 23      | Fu Caishu          | Chine                |        |            |             |             |
| Abandon | Marie Bergquist    | Suède                |        |            |             |             |

### Couples
| Rang | Nom                                               | Nation               | Points | Prog. court | Prog. libre |
| ---- | ------------------------------------------------- | -------------------- | ------ | ----------- | ----------- |
| 1    | Marina Avstriyskaya / Yuri Kvashnin               | Union soviétique     |        |             |             |
| 2    | Inna Bekker / Sergei Likhanski                    | Union soviétique     |        |             |             |
| 3    | Babette Preussler / Torsten Ohlow                 | Allemagne de l'Est   |        |             |             |
| 4    | Marina Nikitiuk / Rashid Kadyrkaev                | Union soviétique     |        |             |             |
| 5    | Bettina Hage / Stefan Zins                        | Allemagne de l'Ouest |        |             |             |
| 6    | Lynda Ivanich / John Ivanich                      | Canada               |        |             |             |
| 7    | Natalie Seybold / Wayne Seybold                   | États-Unis           |        |             |             |
| 8    | Gaby Galambos / Jorg Galambos                     | Suisse               |        |             |             |
| 9    | Amy Grossman / Robert Davenport                   | États-Unis           |        |             |             |
| 10   | Carol Nelson / Carl Nelson                        | Royaume-Uni          |        |             |             |
| 11   | Lisa Cushley / Neil Cushley                       | Royaume-Uni          |        |             |             |
| 12   | Sun Lu / Wang Qingyuan                            | Chine                |        |             |             |
| 13   | Danielle Carr / Stephen Carr                      | Australie            |        |             |             |
| 14   | Nicole Baurycza / Rodney Baurycza                 | Australie            |        |             |             |
| 15   | Adelheid De Roovere / Koenraad Cheater De Roovere | Belgique             |        |             |             |

### Danse sur glace
| Rang | Nom                                   | Nation               | Points | Danses imposées | Danse libre |
| ---- | ------------------------------------- | -------------------- | ------ | --------------- | ----------- |
| 1    | Natalia Annenko / Vadim Karkachev     | Union soviétique     | 2.0    | 1               | 1           |
| 2    | Tatiana Gladkova / Igor Shpilband     | Union soviétique     | 5.0    | 3               | 2           |
| 3    | Lynda Malek / Alexander Miller        | États-Unis           | 5.0    | 2               | 3           |
| 4    | Sophie Merigot / Philippe Berthe      | France               |        |                 |             |
| 5    | Viera Mináríková / Ivan Havránek      | Tchécoslovaquie      |        |                 |             |
| 6    | Elena Novikova / Oleg Bliakhman       | Union soviétique     |        |                 |             |
| 7    | Alison Perrigo / Michael Harding      | Royaume-Uni          |        |                 |             |
| 8    | Isabelle Cousin / Gilles Vandenbroeck | France               |        |                 |             |
| 9    | Deanna Poirier / Brett Schrader       | Canada               |        |                 |             |
| 10   | Kathrin Beck / Christoff Beck         | Autriche             |        |                 |             |
| 11   | Klára Engi / Attila Tóth              | Hongrie              |        |                 |             |
| 12   | Christine Gottler / Niklas Heyenbrock | Allemagne de l'Ouest |        |                 |             |
| 13   | Christine Horton / Michael Farrington | Canada               |        |                 |             |
| 14   | Angela Ogden / Alan Towers            | Royaume-Uni          |        |                 |             |
| 15   | Barbara Riboldi / Davide Petrucceli   | Italie               |        |                 |             |